# Islândia nos Jogos Olímpicos de Verão de 1952
A Islândia competiu nos Jogos Olímpicos de Verão de 1952 em Helsinque, Finlândia.